# Орден Свободи
О́рден Свобо́ди  — державна нагорода України, встановлена для відзначення громадян за видатні та особливі заслуги в утвердженні суверенітету та незалежності України, консолідації українського суспільства, розвитку демократії, соціально-економічних та політичних реформ, відстоюванні конституційних прав і свобод людини і громадянина.
Орден Свободи є найвищим орденом України, яким можуть бути нагороджені іноземці та особи без громадянства (для громадян України найвищою нагородою є звання Герой України з врученням ордена «Золота Зірка» або ордена Держави). Станом на 28 червня 2024 року є 29 іноземців-кавалерів ордена Свободи, при цьому на момент нагородження вісім з них були кавалерами ордена князя Ярослава Мудрого I ступеня.

## Історія нагороди
- 18 серпня 2005 року Президент України В. А. Ющенко Указом № 1177/2005 постановив підтримати пропозицію Комісії державних нагород та геральдики щодо заснування ордена Свободи для відзначення особливих заслуг громадян в утвердженні суверенітету та незалежності України, розвитку демократії; також було підтримано заснування медалі «За врятоване життя». Комісії державних нагород та геральдики було доручено провести у тримісячний строк всеукраїнський конкурс з розроблення проєктів знака ордена Свободи та медалі «За врятоване життя» і з урахуванням його результатів подати законопроєкт про внесення змін до Закону України «Про державні нагороди України».
- 10 квітня 2008 року Верховна Рада України ухвалила Закон України № 258-VI «Про внесення зміни до Закону України „Про державні нагороди України“», яким було встановлено нові державні нагороди України — орден Свободи та медаль «За врятоване життя».
- 20 травня 2008 року Указом Президента України В. А. Ющенка № 460/2008 затверджено Статут ордена, що включає опис знаку ордена.
- 29 вересня 2008 першим кавалером став король Швеції Карл XVI Густаф.

## Статут ордена
- Орденом Свободи можуть бути нагороджені громадяни України, іноземці та особи без громадянства.
- Нагородження орденом Свободи провадиться указом Президента України.
- Нагородження орденом Свободи вдруге не провадиться.
- Нагородження орденом Свободи може бути проведено посмертно.
- Нагороджений орденом Свободи іменується кавалером ордена Свободи.
- Представлення до нагородження орденом Свободи та вручення цієї нагороди провадиться відповідно до Порядку представлення до нагородження та вручення державних нагород України[2].
- Особі, нагородженій орденом Свободи, вручаються знак ордена та орденська книжка встановленого зразка.

## Опис ордена Свободи
- Знак ордена Свободи виготовляється з позолоченого срібла і має форму рівностороннього хреста з розбіжними сторонами. Сторони хреста покрито білою емаллю та прикрашено чотирма прямокутними штучними кристалами «сваровські». У центрі хреста — круглий емалевий медальйон синього кольору, із золотим зображенням Знака Княжої Держави Володимира Великого, який обрамлений лавровим вінком. Медальйон облямований подвійною декоративною пружкою. Сторони кутів хреста обрамлено стилізованим рослинним орнаментом. Усі зображення рельєфні.
- Зворотний бік знака ордена плоский з вигравіюваним номером знака.
- Розмір знака ордена між протилежними кінцями хреста — 54 мм.
- Знак ордена за допомогою кільця з вушком сполучений з декоративною планкою, яка є основою стрічки для носіння знака ордена на шиї. Орден Свободи носять на шийній стрічці і за наявності у нагородженого інших орденів України, які носять на шийній стрічці, розміщують вище них.
- Планка стрічки виготовляється з того ж металу, що і знак ордена. Стрічка ордена шовкова муарова білого кольору з поздовжніми смужками — посередині широкими синього і жовтого кольорів, облямованими з країв вузькими смужками відповідно жовтого і синього кольорів, та з країв стрічки вузькими смужками жовтогарячого кольору. Ширина стрічки — 28 мм, ширина широких смужок синього і жовтого кольорів — по 6 мм кожна, вузьких смужок жовтого і синього кольорів, а також смужок жовтогарячого кольору — по 2 мм кожна.
- Планка ордена являє собою прямокутну металеву пластинку, обтягнуту стрічкою. Розмір планки: висота — 12 мм, ширина — 28 мм.

## Послідовність розміщення знаків державних нагород України
- Знак ордена Свободи — на шийній стрічці вище знаків інших нагород.

## Список кавалерів

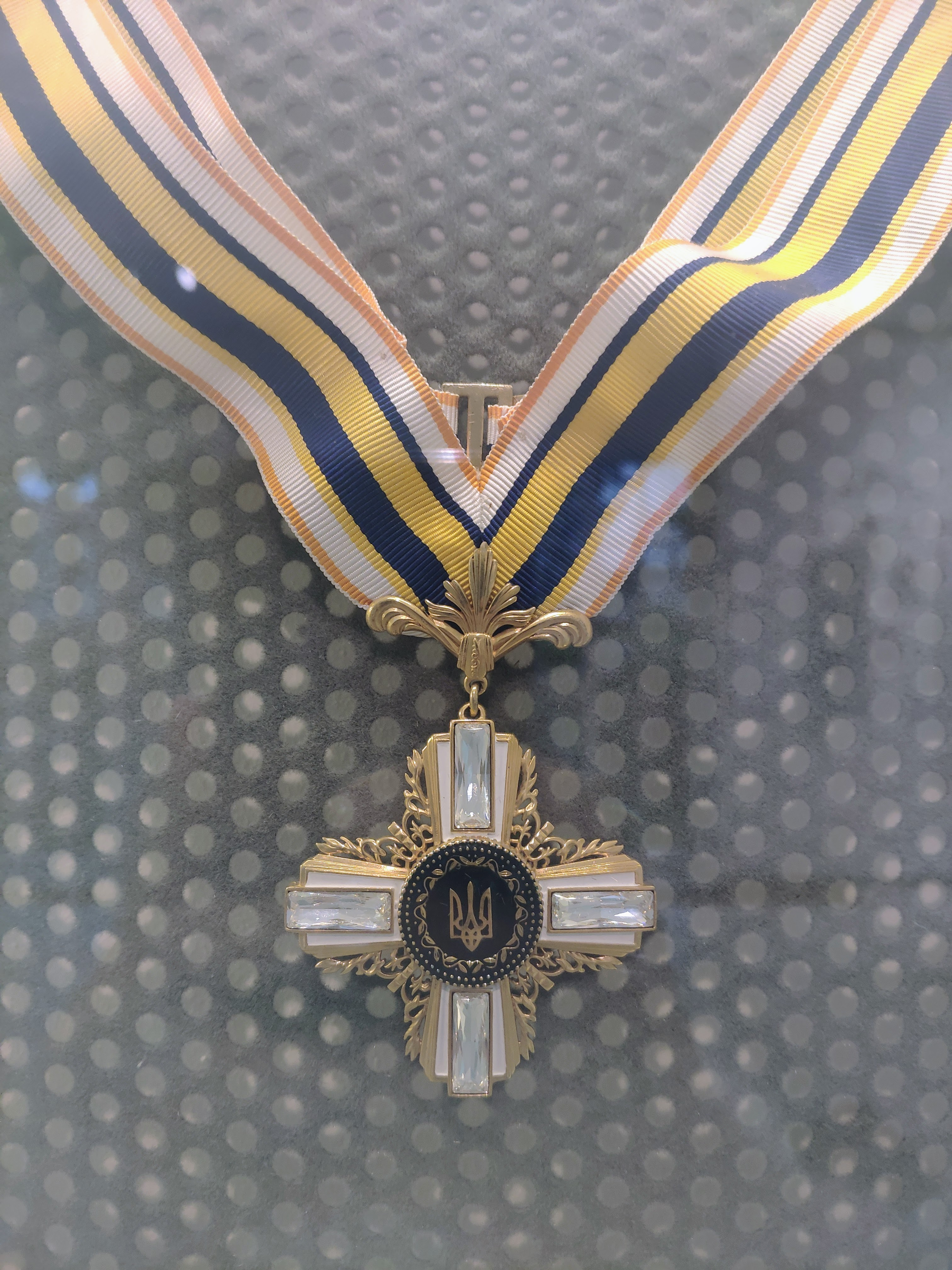
Орден Свободи

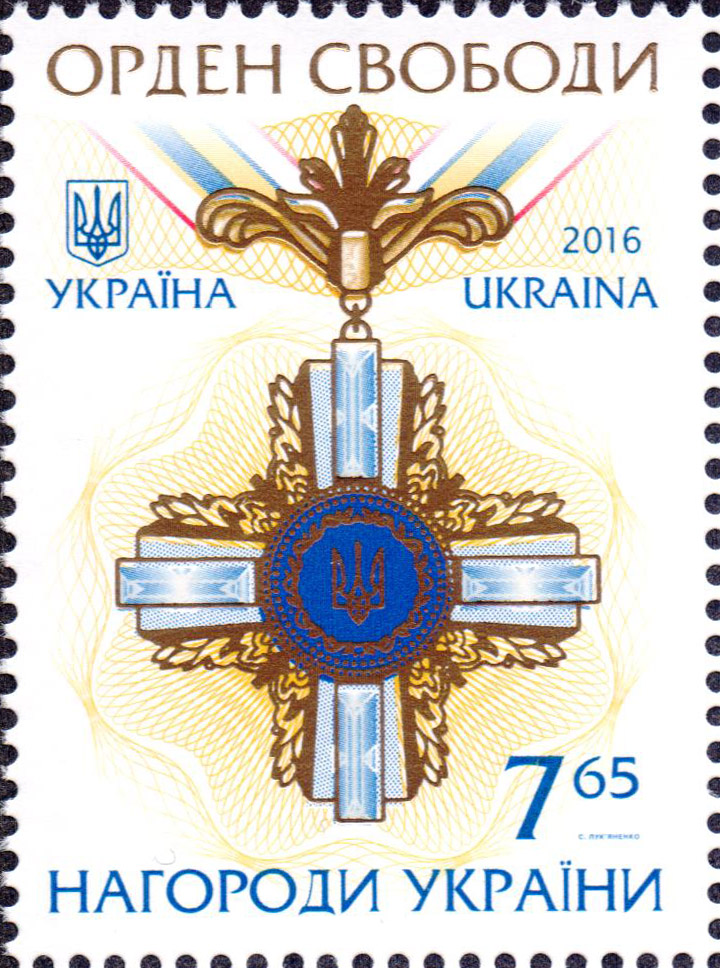
Орден Свободи на поштовій марці України № 1521 (2016 р.)

Станом на 2 серпня 2025 року орденом Свободи нагороджено 86 осіб.